# Heteropoda nigriventer
Heteropoda nigriventer là một loài nhện trong họ Sparassidae.
Loài này thuộc chi Heteropoda. Heteropoda nigriventer được Mary Agard Pocock miêu tả năm 1897.